# KVG 4EGTW
4EGTW, die Abkürzung steht für vierachsiger Einrichtungs-Gelenk-Triebwagen, war eine ab 1955 beschaffte Baureihe der Straßenbahn Kassel. Sie wurde von der örtlichen Waggonfabrik Gebrüder Credé gefertigt und mit elektrischer Ausrüstung von Siemens versehen. Der Prototyp erhielt die Wagennummer 260; die 28 Serienfahrzeuge wurden mit überarbeitetem Design in zwei Lieferserien bis 1958 mit den Nummern 261 bis 288 in Betrieb genommen. Die Fahrzeuge verfügten über zwei starre, zweiachsige Fahrgestelle und stellten eine Weiterentwicklung des Verbandswagens dar. Vorder- und Hinterläufer wurden dabei durch ein schwebend gelagertes Mittelteil mit zwei Faltenbälgen zu einem dreiteiligen Gelenkwagen kombiniert. Ab den 1980er Jahren begann die Ausmusterung der Fahrzeuge in Kassel. Zehn Wagen wurden nach Polen verkauft, wo sie bis etwa 2000 weiter im Einsatz blieben. Einige Exemplare sind in Museen oder in einer Museumsbahn erhalten.

## Geschichte

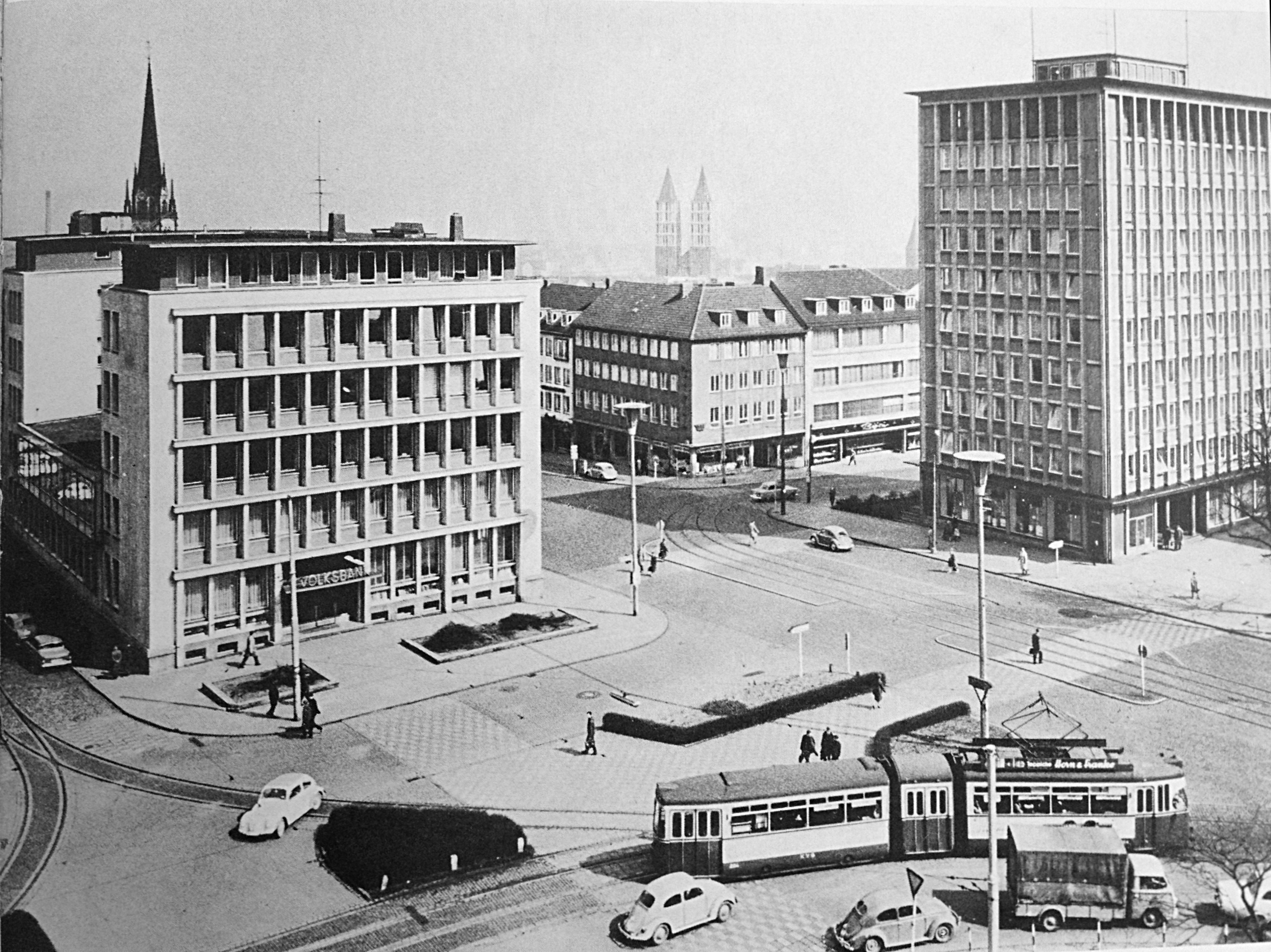
Ein Serienfahrzeug 1958 in der Kasseler Innenstadt

Im Herbst 1956 wurde der Prototyp, Triebwagen 260, an die Kasseler Verkehrs-Gesellschaft (KVG) übergeben. Ein jeweils 60 kW starker Motor trieb die beiden Achsen des vorderen Fahrgestells an, während das hintere Fahrgestell nicht motorisiert war. Der Achsabstand beider Fahrgestelle betrug drei Meter. Der 19,65 Meter lange Wagen war 2,12 Meter breit und wog 21,6 Tonnen. Die Serienfahrzeuge, deren Auslieferung wenige Wochen später begann, unterschieden sich in ihrer technischen Ausführung nicht vom zuvor gelieferten Prototyp. Die Frontpartie der Serienwagen erhielt jedoch abgerundete Formen mit gebogenen Scheiben, wobei die Frontscheibe geneigt war, um Blendwirkungen zu minimieren. Leicht gewölbte Seitenflächen und tief gezogene Schürzen sorgten für ein weniger kantiges Erscheinungsbild im Vergleich zum ursprünglichen Verbandstyp. Die ersten 20 Triebwagen, die bis 1957 ausgeliefert wurden, wogen jeweils 22,1 Tonnen. Der 1957 ausgelieferte Triebwagen 280 war technisch zunächst ein Einzelstück im KVG-Wagenpark. Statt Kurbeln hatte er probeweise Hebel für Fahrschalter und Feststellbremse. Anfang 1962 wurde die Bremse, später auch der Fahrschalter auf Kurbelbetrieb umgerüstet, womit der Wagen den übrigen Fahrzeugen entsprach. Das zweite Los, bestehend aus den acht Fahrzeugen mit den Wagennummern 281 bis 288, das 1958 in Dienst gestellt wurde, brachte nur noch 20,5  Tonnen auf die Waage. Die Wagen mit starren Fahrgestellen und für die Kasseler Topographie zu schwach dimensionierter Motorleistung galten bereits bei ihrer Auslieferung als technisch überholt. Der große Achsabstand von drei Metern bei den starren Achsen verursachte einen höheren Verschleiß am Gleiskörper als bei moderneren Fahrzeugen mit Drehgestellen. Die kostensparende Entwicklung war eine Folge der damals notwendigen Rationalisierungsmaßnahmen. Ab 1959 fertigte Credé vergleichbare Fahrzeuge auf alten Vorkriegsfahrgestellen für die Straßenbahn Würzburg. Zwischen 1977 und 1982 wurden die meisten Fahrzeuge im Zuge anstehender Hauptuntersuchungen umfassend umgebaut. Ziel war eine Angleichung an die moderneren sechsachsigen Fahrzeuge von 1966 und 1970/71, im Hinblick auf Bedienung, Betriebsablauf und Wartung. Zu den umfangreichsten Maßnahmen gehörten die Umstellung der Handbremsen auf hydraulisch betätigte Federspeicherbremsen, die vollständige Erneuerung der Innenausstattung einschließlich Einbau pflegeleichter Polstersitze und Oberflächen sowie die Neugestaltung des Fahrerarbeitsplatzes.

## Einsatz

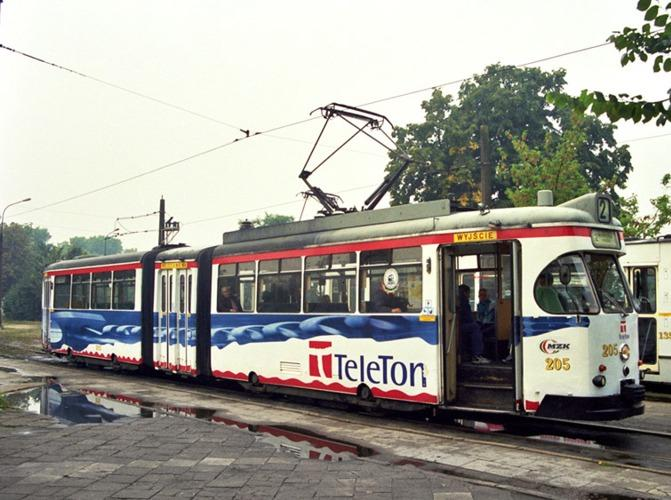
Triebwagen 270 trug in Gorzów die Nummer 205. Hier (1999) noch im Linienbetrieb in Polen, bevor er an den Klub der Freunde des Stadtverkehrs in Warschau abgegeben wurde

Aufgrund der Einrichtungsbauweise beschränkte sich der Einsatz auf Linien, die an den Endstationen über Wendeschleifen oder Gleisdreiecke verfügten. Alle Wagen waren ursprünglich für 161 Fahrgäste zugelassen. Die Fahrzeuge besaßen einen geregelten Fahrgastfluss, bei dem die hinterste der drei Türen als Einstieg diente und an einem Schaffnersitz vorbeiführte. Dadurch konnte, im Vergleich zu einem klassischen Zug aus Trieb- und Beiwagen, der zweite Schaffner eingespart werden. Von 1965 bis 1967 wurden die Triebwagen auf Einmannbetrieb umgerüstet, bei dem der Fahrer auch Fahrscheine verkaufte, die die Fahrgäste selbst entwerteten. In diesem Zuge wurde der Schaffnersitz entfernt und die vordere, ursprünglich einfache Schiebetür durch eine doppelte Falttür ersetzt, wobei das erste Seitenfenster entfiel. Gleichzeitig wurde die ursprüngliche Lackierung in Kirschrot und Elfenbein zugunsten der Kasseler Stadtfarben Blau und Weiß aufgegeben. Ab den 1980er Jahren wurden die ersten Wagen ausgemustert. Der Prototyp 260 wurde 1983 an das Hannoversche Straßenbahn-Museum in Wehmingen abgegeben, während andere Fahrzeuge verschrottet wurden. Ab Dezember 1990 wurden zehn Wagen an die Straßenbahn Gorzów Wielkopolski in Polen abgegeben, von denen acht bis in das Jahr 2000 im Einsatz blieben.

### Un tranvía llamado deseo
Im Sommer 1987 nahm das Kunstkollektiv Taller de Pubilla Kases aus L’Hospitalet de Llobregat an der Ausstellung Group Art Work in Kassel teil, die parallel zur documenta 8 stattfand und von der Gesamthochschule Kassel mit organisiert wurde. Dabei wandelte die Gruppe den Wagen 273 durch eine Glasfaserkunststoff-Verkleidung in eine anamorphe, fahrende Skulptur um, die im regulären Liniendienst fuhr – allerdings kein offizielles Kunstwerk der documenta war. Die Installation trug den Titel Un tranvía llamado deseo, nach dem gleichnamigen Werk von Tennessee Williams. Der Wagen war mit einer auffälligen Hülle versehen. Das eingesetzte Material erlaubte eine freigeformte Oberfläche, die stabil, wetterfest und zugleich relativ leicht war. Die ursprünglich klare Geometrie des Fahrzeugs wurde durch die reliefartige Struktur stark überformt. Fensteröffnungen waren wie Löcher in einer organisch gewachsenen Masse ausgespart. Auch der Innenraum wurde verändert und überformt. Ziel der Künstler war die sinnliche und symbolische Umdeutung eines funktionalen Alltagsobjekts. Der Triebwagen wurde durch skulpturale Elemente und weiche Materialien in einen Erfahrungsraum verwandelt, der körperliche Assoziationen (Geschlechtsorgane, Gesäß, Brüste) ebenso aufgriff wie Vorstellungen von Intimität, Wärme und archaischer Geborgenheit. Die Installation thematisiert Geschlechterbilder sowie die Spannung zwischen öffentlichem Raum und subjektiver Wahrnehmung. Ziel war es, Irritation und emotionale Annäherung zugleich auszulösen.

## Erhaltene Fahrzeuge
Fünf Fahrzeuge blieben erhalten:

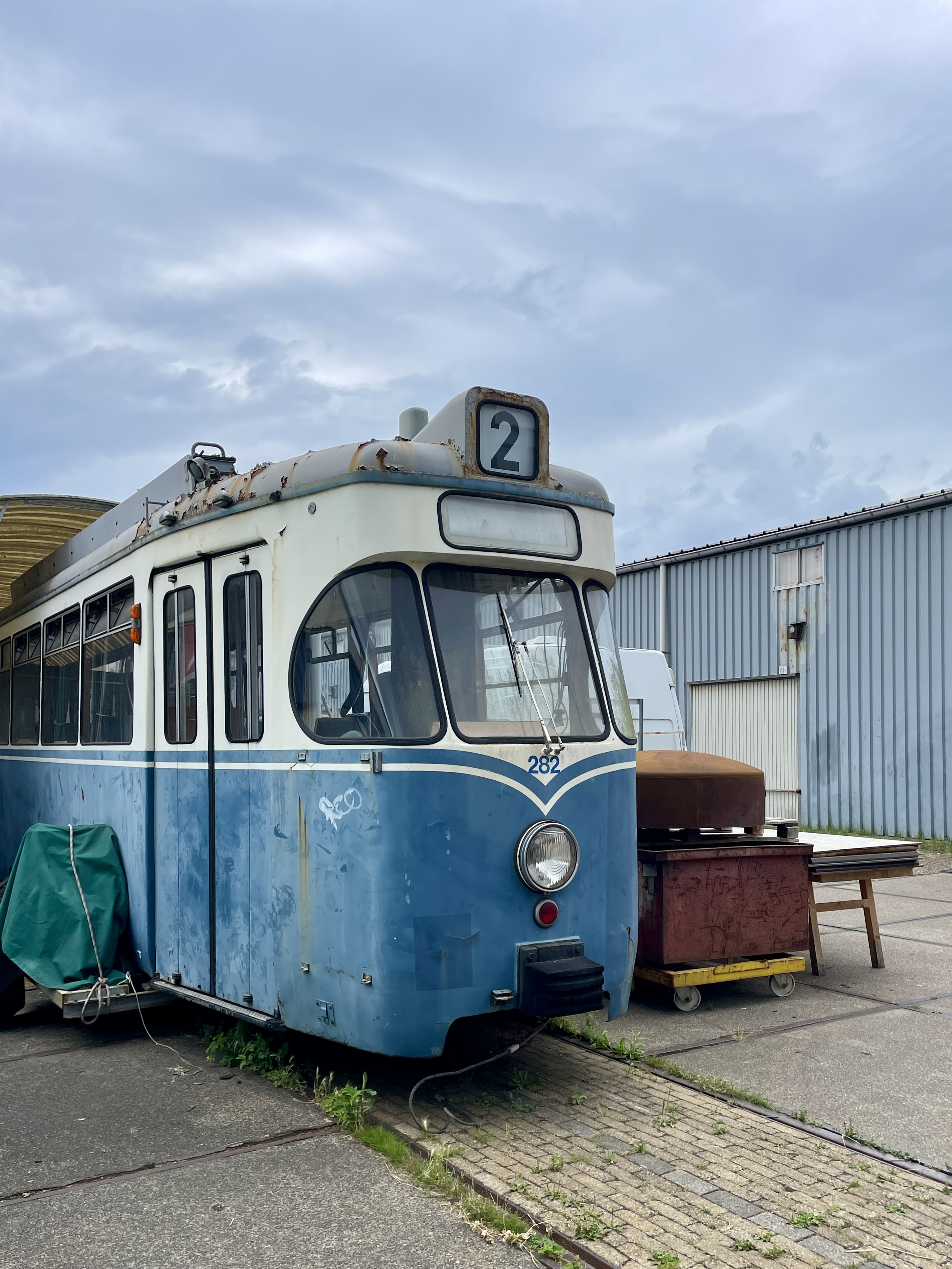
Der Triebwagen 282 in Amsterdam im Sommer 2025

- Triebwagen 260 – Ersatzteilspender im Hannoverschen Straßenbahn-Museum in Wehmingen[8]
- Triebwagen 269 – Ehemals bei der Electrische Museumtramlijn Amsterdam, heute ebenfalls in Wehmingen erhalten
- Triebwagen 270 – Linienfahrzeug in Gorzów Wielkopolski, später an ein Museum in Warschau abgegeben[9]
- Triebwagen 273 – Ausgestellt im Technik-Museum Kassel
- Triebwagen 282 – In Privatbesitz in Amsterdam, als Atelier genutzt[10]